# 阿尔特斯巴赫
阿尔特斯巴赫（德語：Altersbach，發音：[ˈaltɐsˌbax]）是德国图林根州施马尔卡尔登-迈宁根县曾经的一个市镇，面积3.15平方千米，2017年12月31日人口为446人。2019年1月1日，阿尔特斯巴赫所在的哈瑟尔格伦德管理共同体解散，其与另外5个成员市镇并入市镇施泰因巴赫-哈伦贝格。